# Wall Ferraz
Wall Ferraz är en kommun i Brasilien.   Den ligger i delstaten Piauí, i den östra delen av landet, 1 200 km nordost om huvudstaden Brasília. Antalet invånare är 4 280.
Omgivningarna runt Wall Ferraz är huvudsakligen savann. Runt Wall Ferraz är det glesbefolkat, med 9 invånare per kvadratkilometer.